# 寺田登
寺田 登（てらだ　のぼる、1917年（大正6年）11月25日 - 1986年（昭和61年）9月26日）は、日本の水泳選手。静岡県磐田郡福島村中島（現磐田市福田中島）出身。慶應義塾大学出身。1936年ベルリンオリンピック1500m自由形で金メダルを獲得した。

## 経歴
静岡見付中（現在の静岡県立磐田南高等学校）から慶應義塾大学に進学。
1936年ベルリンオリンピック競泳男子1500m自由形に出場し金メダルを獲得した。
引退後は慶應義塾大学水泳部監督などの要職を歴任した。なお、結婚後は伊藤姓を名乗った。1986年、68歳で没した。

## エピソード
水泳選手には珍しい、筋肉質のずんぐりした体形であった。

小学校時代に見にいった水泳大会で、人数が足りないからと飛び入り出場し1位になったのが縁で競泳と出会う。
ベルリンオリンピック前の選考会で寺田は鵜藤俊平（立教大学）に敗れ、本番も鵜藤のペースメーカーのつもりだったが「1000メートル過ぎても出てこないので、そのまま行った。」という無心の優勝だった。